# Кишангарх
Кишангарх (англ. Kishangarh, хинди किशनगढ़) — город в северо-западной части Индии, в штате Раджастхан, на территории округа Аджмер.

## История
Город был столицей одноимённого туземного княжества, основанного раджой Кишан Сингхом в 1611 году. В период с 1818 по 1948 год Кишангарх находился под британским протекторатом. В 1948 году княжество вошло в состав индийского штата Соединённые государства Раджастхана.

## География
Город находится в центральной части Раджастхана, к северо-востоку от города Аджмер, на высоте 432 метров над уровнем моря.
Кишангарх расположен на расстоянии приблизительно 93 километров к западу-юго-западу (WSW) от Джайпура, административного центра штата и на расстоянии 310 километров к юго-западу от Нью-Дели, столицы страны.

## Демография
По данным официальной переписи 2011 года, население составляло 155 019 человек, из которых мужчины составляли 51,8 %, женщины — соответственно 48,2 % . Уровень грамотности населения составлял 68,9 %.

Динамика численности населения города по годам:
| 1991   | 2001    | 2011    |
| ------ | ------- | ------- |
| 81 948 | 116 222 | 155 019 |

## Экономика и транспорт
Главным продуктом городского экспорта является мрамор. Ближайший крупный гражданский аэропорт расположен в городе Джайпур.